# Allosaurus europaeus
Allosaurus europaeus (gr. "lagarto extraño europeo") es una especie del género Allosaurus de dinosaurio terópodo alosáurido, que vivió a finales del período Jurásico, 155,7 y 150,8 millones de años, en el Kimmeridgiense y el Titoniense, en lo que hoy es Europa Se ha hallado a A. europaeus en sedimentos del Kimeridgiano del Miembro Porto Novo de la Formación Lourinhã.